# John Lindsay
John Vliet Lindsay (24. november 1921 – 19. december 2000) var en amerikansk politiker, jurist og tv-vært, som var kongresmedlem, samt borgmester i New York fra 1966 til 1973. Han var desuden regelmæssig gæst hos Good Morning America.
Under sin politiske karriere, var han medlem af Repræsentanternes Hus i perioden 1959-1965 samt borgmester i New York fra 1966 til 1973. I 1973 skiftede han parti fra Republikanerne til Demokraterne.